# Пушкинский сельсовет (Курганская область)
Пу́шкинский сельсове́т — упразднённые муниципальное образование со статусом сельского поселения в составе Куртамышского района Курганской области России. 
Административный центр — село Пушкино.
Законом Курганской области от 12 мая 2021 года № 48 к 24 мая 2021 года упразднён в связи с преобразованием муниципального района в муниципальный округ.

## История
В соответствии с Законом Курганской области от 6 июля 2004 года № 419 сельсовет наделён статусом сельского поселения.

## Население
| 1989 | 2002 | 2010 | 2012 | 2013 | 2014 | 2015 |
| ---- | ---- | ---- | ---- | ---- | ---- | ---- |
| 1697 | ↘823 | ↘691 | ↘656 | ↘642 | ↘626 | ↘615 |
| 2016 | 2017 | 2018 | 2019 | 2020 |      |      |
| ↘597 | ↘583 | ↗587 | ↘554 | ↗568 |      |      |

## Состав сельского поселения
| № | Населённый пункт | Тип населённого пункта       | Население |
| - | ---------------- | ---------------------------- | --------- |
| 1 | Пушкино          | село, административный центр | ↗568      |